# جيرالد شابيرو (ملحن)
جيرالد شابيرو (بالإنجليزية: Gerald Shapiro)‏ هو ملحن أمريكي، ولد في مايو 1942.